# Macrozamia reducta
Macrozamia reducta K.D.Hill & D.L.Jones è una pianta appartenente alla famiglia delle Zamiaceae, endemica dell'Australia.

## Descrizione
È una cicade con fusto prevalentemente sotterraneo, alto sino a 40 cm e con diametro di 20-40 cm.
Le foglie, pennate, lunghe 70-150 cm, sono disposte a corona all'apice del fusto e sono rette da un picciolo lungo 13-30 cm; ogni foglia è composta da 35-60 paia di foglioline lanceolate, con margine intero e apice spinescente, lunghe mediamente 16-32 cm, di colore verde brillante.
È una specie dioica con esemplari maschili che presentano coni terminali di forma fusiforme, lunghi 25-33 cm e larghi 6,5-7,5 cm ed esemplari femminili con coni di forma ovoidale lunghi 16-23 cm, e larghi 9-12 cm.
I semi sono grossolanamente ovoidali, lunghi 24-30 mm, ricoperti da un tegumento di colore rosso.

## Distribuzione e habitat
La specie è endemica del Nuovo Galles del Sud (Australia).

## Conservazione
La IUCN Red List classifica M. reducta come specie a rischio minimo (Least Concern).

La specie è inserita nella Appendice II della Convention on International Trade of Endangered Species (CITES).